# Berkheya speciosa
Berkheya speciosa là một loài thực vật có hoa trong họ Cúc. Loài này được (DC.) O.Hoffm. mô tả khoa học đầu tiên năm 1910.